# Герб Ляене-Вірумаа
Герб Ляене-Вірумаа (ест. Lääne-Virumaa vapp) разом із прапором є офіційним символом Ляене-Вірумаа, одного з повітів Естонії.
Затверджено 26 вересня 1996 року.

## Опис герба
На синьому полі срібна фортечна стіна, що закінчується баштою, зліва від якої залишається вільне поле. На стіні є 5 зубців з бійницями, на башті — золотий дах і 4 чорні віконні отвори, які розподілені по трьох поверхам башти. Зліва від башти покладені навхрест два двосічні срібні мечі з направленими вниз золотими руків'ями.

## Значення
Герб був опрацьований 5 лютого 1936 року для повіту Вірумаа, розділеного тепер на два окремі —  Східне Вірумаа (Іда-Вірумаа) та Західне (Ляене-Вірумаа). Герби цих повітів однакові, лише відрізняються забарвленням даху на вежі.